# Lange Straße 57 (Hannover, Calenberger Neustadt)

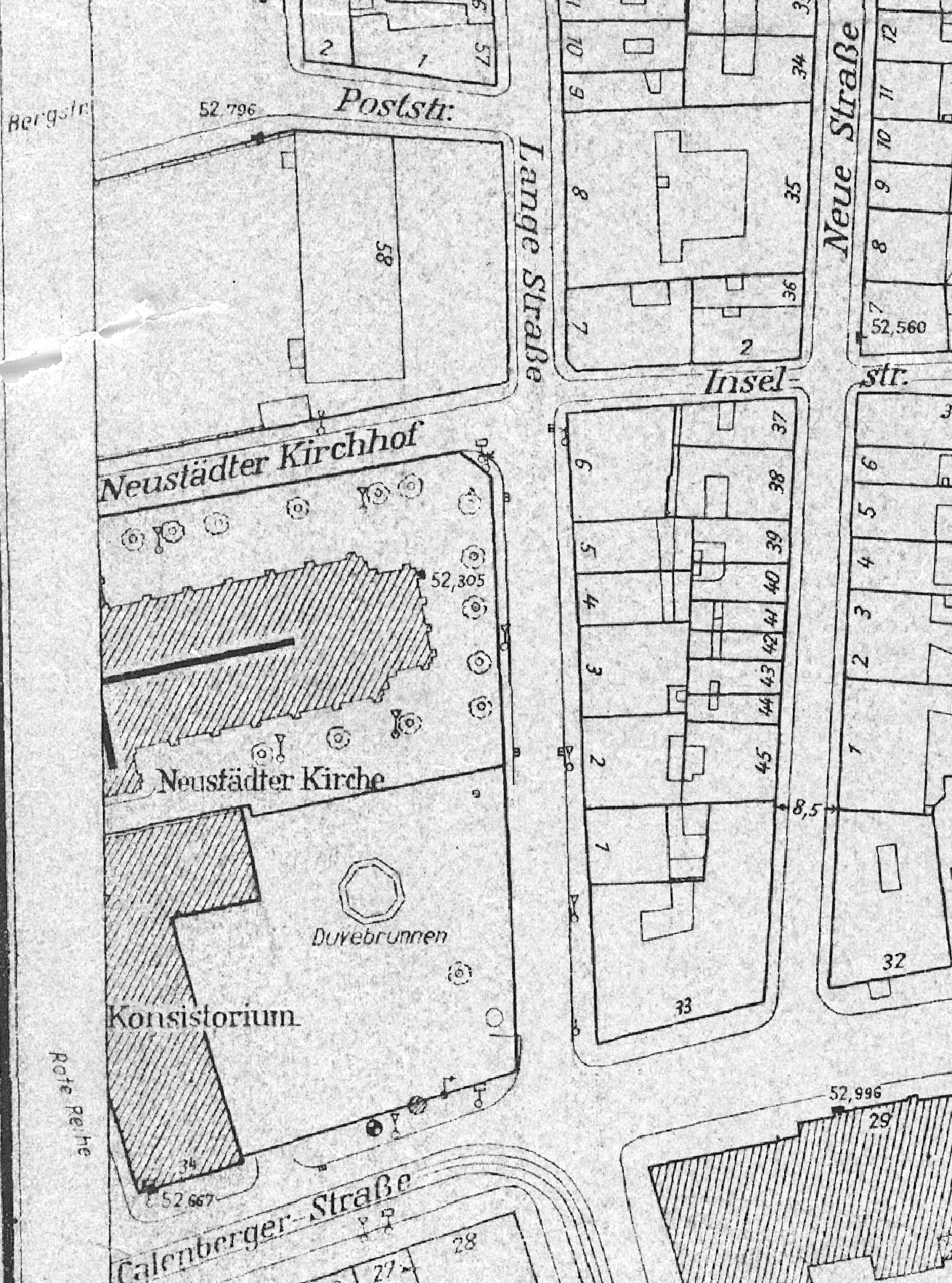
Plan der Hauptstadt Hannover (Ausschnitt von 1938) mit dem Haus Lange Straße 57 Ecke Poststraße

Das Haus Lange Straße 57 in Hannover, Stadtteil Calenberger Neustadt war ein als Kulturdenkmal von dem Denkmalpfleger Arnold Nöldeke beschriebenes Fachwerkhaus aus der Zeit des im 17. Jahrhundert tätigen hannoverschen Bauunternehmers Johann Duve. Das während des Dreißigjährigen Krieges errichtete Gebäude galt als eines der Wahrzeichen der heutigen niedersächsischen Landeshauptstadt.
Einer der Vorbesitzer des Hauses war der Bankier Wolff Oppenheim.
Am 13. Oktober 1929 wurde am Gebäude eine Tafel mit der folgenden Inschrift enthüllt:

„Hier in seinem Elternhaus verlebte Jacobus Sackmann, geb. 13. Februar 1642, 1680–1718 Pastor zu Limmer, seine Jugendjahre.“

Das Baudenkmal wurde in Folge der Luftangriffe auf Hannover im Zweiten Weltkrieg zerstört.

## Baubeschreibung
Das ursprünglich dreigeschossige Bürgerhaus an der Ecke zur Poststraße war später um ein Stockwerk erhöht worden, das ebenso wie die anderen Etagen in allen Gefachen mit Fenstern und Fußstreben ausgestattet war. Die Fassade des Gebäudes war bestimmt durch Vorkragungen mit weit hervortretenden Balkenköpfen, jedoch ohne Konsolen.